# Lecidea polytrichina
Lecidea polytrichina är en lavart som beskrevs av Hertel. Lecidea polytrichina ingår i släktet Lecidea och familjen Lecideaceae.  Arten är reproducerande i Sverige. Inga underarter finns listade i Catalogue of Life.